# Ewald Grothe
Ewald Grothe (né le 23 février 1961 à Nieheim) est un historien allemand. Depuis 2009, il est professeur adjoint à l'Université bergeoise de Wuppertal (de) et depuis 2011 il dirige les Archives du libéralisme (de) de la Fondation Friedrich-Naumann pour la liberté à Gummersbach.

## Carrière scientifique
Ewald Grothe grandit dans la petite ville de Bredenborn dans l'arrondissement de Höxter. Après avoir été diplômé du lycée de la ville de Brakel, Grothe étudie l'histoire, le droit public et l'histoire du droit à l'Université Philippe de Marbourg à partir de 1981 et obtient une maîtrise. Il obtient son doctorat en 1994 avec Hellmut Seier avec une thèse sur l'histoire constitutionnelle de l'Électorat de Hesse dans les années 1830. Entre 1992 et 1995, il est membre de l'école doctorale « État médiéval et moderne (Xe – XIXe siècles)" à l'Université Justus-Liebig de Gießen et de 1993 à 1995 assistant de recherche au "Centre de recherche Georg Büchner - Littérature et histoire du Vormärz" à l'Université de Marbourg. En 1995, il est transféré à l'Université bergeoise de Wuppertal (de) en tant qu'assistant de recherche de Hartwig Brandt (de). Il obtient son diplôme de professeur en 2003. En 2004, il est nommé professeur particulier à Wuppertal. Il enseigne également à l'Université de Cologne. En 2007/2008, il est maître de conférences à la Faculté des sciences sociales de l'Université de Cassel. De 2006 à 2010, il est directeur du programme doctoral « Intérêts sociaux et formation de la volonté politique. Cultures constitutionnelles dans un contexte historique » à l'Institut historique de l'université par correspondance d'Hagen (de). En 2009, il est nommé professeur adjoint à l'Université de Wuppertal.
En avril 2011, il est nommé pour succéder à Monika Faßbender (de) à la tête des archives du libéralisme à la Fondation Friedrich-Naumann pour la liberté à Gummersbach.

## Activité de recherche
Grothe supervise des projets de publication pour le Landtag de Hesse, la Commission historique de Hesse, le Centre d'État de Hesse pour l'éducation politique (de), l'Association des bibliothèques allemandes (de) et le ministère des Générations, de la Famille, des Femmes et de l'Intégration de-Rhénanie du-Nord-Westphalie (de).
Les domaines de recherche de Grothes sont l'histoire constitutionnelle, l'histoire des sciences, l'histoire du libéralisme et l'histoire des idées politiques (conservatisme, libéralisme). En particulier, il fait des recherches sur l'historien constitutionnel Ernst Rudolf Huber, l'homme politique hessois Ludwig Hassenpflug (de), les frères Grimm et les scientifiques et hommes politiques libéraux Moritz Julius Bonn (de), Ludwig Haas, Friedrich Naumann, Karl von Rotteck et Carl Theodor Welcker.

## Prix
En 1995, Grothe remporte le prix Wilhelm-Liebknecht (de) de la ville universitaire de Gießen pour sa thèse. De 2000 à 2002, il reçoit une bourse d'habilitation de la Fondation allemande pour la recherche et en 2010/2011 une bourse de recherche de la Fondation Gerda-Henkel (de). Pour sa thèse d'habilitation, il reçoit une subvention d'impression du Fonds de promotion des sciences de la Verwertungsgesellschaft Wort (de) en 2004.

## Mandats scientifiques et adhésions
Grothe est membre de l'Association des historiens d'Allemagne et de la Société Georg-Büchner (de). De plus, il est
- depuis 1997 membre du Conseil Scientifique et depuis 2017 président de la Société Frères-Grimm (de) de Cassel,
- Membre scientifique depuis 2001 et membre du comité principal de la Commission historique de Hesse à Marbourg,
- depuis 2006 membre de l'Association d'histoire constitutionnelle (de),
- depuis 2011 membre fondateur du Centre interdisciplinaire d'édition et d'études documentaires de l'Université bergeoise de Wuppertal (de)[5],
- depuis 2011 Professeur de liaison de la Fondation Friedrich-Naumann pour la liberté à l'Université de Wuppertal,
- depuis 2012 membre du comité de sélection des boursiers de la Fondation Friedrich-Naumann pour la liberté,
- depuis 2011 fiduciaire et depuis 2020 membre du conseil d'administration de la fondation Wolf-Erich-Kellner pour l'attribution du prix Wolf-Erich-Kellner (de)[6],
- depuis 2013 membre du comité consultatif de rédaction « protocoles des groupes parlementaires » de la commission historique du parlementarisme et des partis politiques (de)[7],
- depuis 2013 membre du conseil d'administration et depuis 2017 président de la section 6 (archives des parlements, partis politiques, fondations et associations) de l'Association des archivistes allemands (de) ,
- depuis 2015 membre du conseil d'administration de l'Institut Dimitris-Tsatsos d'études constitutionnelles européennes (de) à l'Université par correspondance d'Hagen (de),
- depuis 2017 membre du conseil d'administration de l'Institut d'histoire et de biographie (de) de l'Université par correspondance d'Hagen[8],
- depuis 2017 membre du comité des historiens de l'Union des historiens allemands[9] ,
- depuis 2018 membre du conseil consultatif de la Fondation de la maison du président fédéral Theodor-Heuss à Stuttgart[10].

## Activité éditoriale
Grothe est co-éditeur du Jahrbuch zur Liberalismus-Forschung depuis 2012 et du Jahrbuch der Brüder Grimm-Gesellschaft (de) depuis 2000. 
Grothe est co-éditeur des Quellen zur Brüder Grimm-Forschung (depuis 2010) (en collaboration avec Rotraut Fischer) ainsi que du Veröffentlichungen des Dimitris-Tsatsos-Instituts für Europäische Verfassungswissenschaften (depuis 2015) (avec Arthur Benz).

## Travaux

### Monographies
- Verfassungsgebung und Verfassungskonflikt. Das Kurfürstentum Hessen in der ersten Ära Hassenpflug 1830–1837, Duncker & Humblot, Berlin 1996 (= Schriften zur Verfassungsgeschichte (de), Bd. 48)  (ISBN 3-428-08509-4) (Zugleich: Marburg, Univ., Diss., 1994).
- Zwischen Geschichte und Recht. Deutsche Verfassungsgeschichtsschreibung 1900–1970, Oldenbourg (de), München 2005 (= Ordnungssysteme (de), Bd. 16)  (ISBN 3-486-57784-0) (Zugleich: Wuppertal, Universität, Habilitationsschrift, 2003).

### Éditions (éditeur, coéditeur ou collaborateur)
- Bearb. gemeinsam mit Hellmut Seier: Akten und Briefe aus den Anfängen der kurhessischen Verfassungszeit 1830–1837, hrsg. v. Hellmut Seier, Elwert, Marburg 1992 (= Veröffentlichungen der Historischen Kommission für Hessen, Bd. 48,4; Vorgeschichte und Geschichte des Parlamentarismus in Hessen, Bd. 8)  (ISBN 3-7708-0993-9).
- Hrsg.: Brüder Grimm. Briefwechsel mit Ludwig Hassenpflug (einschließlich der Briefwechsel zwischen Ludwig Hassenpflug und Dorothea Grimm, geb. Wild, Charlotte Hassenpflug, geb. Grimm, ihren Kindern und Amalie Hassenpflug). Brüder Grimm-Gesellschaft, Kassel/Berlin 2000  (ISBN 3-929633-64-7) (= Brüder Grimm. Werke und Briefwechsel. Kasseler Ausgabe. Briefe, Bd. 2).
- Hrsg. gemeinsam mit Hartwig Brandt: Quellen zur Alltagsgeschichte der Deutschen 1815–1870, Wissenschaftliche Buchgesellschaft (de), Darmstadt 2005 (= Ausgewählte Quellen zur deutschen Geschichte der Neuzeit. Freiherr vom Stein-Gedächtnisausgabe, Reihe B, Bd. 44)  (ISBN 3-534-12775-7).
- Bearb. gemeinsam mit Klaus Hassenpflug: Amalie Hassenpflug: Souvenirs d’enfance. De Vars et Guillestre aux frères Grimm. L’Emigration du Dauphiné en Hesse, Société Frères-Grimm (de), Guillestre/Kassel 2007 (= Cahiers Franco-Allemands, Heft 1)  (ISBN 978-3-929633-98-6).
- Hrsg.: Ludwig Hassenpflug: Denkwürdigkeiten aus der Zeit des zweiten Ministeriums 1850–1855, Commission historique de Hesse, Marburg 2008 (= Veröffentlichungen der Historischen Kommission für Hessen, Bd. 48,11; Politische und parlamentarische Geschichte des Landes Hessen, Bd. 32)  (ISBN 978-3-7708-1317-9).
- Mitarbeit gemeinsam mit Bernhard Lauer (de): Ludwig Hassenpflug: Jugenderinnerungen (1794 bis 1821), hrsg. v. Klaus Hassenpflug, Brüder Grimm-Gesellschaft, Kassel 2010 (= Quellen zur Brüder Grimm-Forschung, Bd. 4)  (ISBN 978-3-940614-14-8).
- Hrsg.: Carl Schmitt – Ernst Rudolf Huber. Briefwechsel 1926–1981. Mit ergänzenden Materialien, Duncker & Humblot, Berlin 2014  (ISBN 978-3-428-14170-8).
- Hrsg. Die Abgeordneten der kurhessischen Ständeversammlungen 1830–1866, Historische Kommission für Hessen, Marburg 2016 (= Veröffentlichungen der Historischen Kommission für Hessen, Bd. 48, 13; Politische und parlamentarische Geschichte des Landes Hessen, Bd. 43)  (ISBN 978-3-923150-63-2).
- Bearb. gemeinsam mit Knut Bergmann (de), Gundula Heinen: Walter Scheel: Unerhörte Reden. Hrsg. von Knut Bergmann, be.bra Verlag, Berlin 2021  (ISBN 978-3-89809-188-6).
- Bearb.: Wandel beginnt im Kopf. 50 Jahre Freiburger Thesen. Friedrich-Naumann-Stiftung für die Freiheit, Potsdam 2021  (ISBN 978-3-948950-18-7). Online auf der Webseite der Friedrich-Naumann-Stiftung für die Freiheit.

### Volumes édités (éditeur resp. co-éditeur)
- gemeinsam mit Bernd Heidenreich: Kultur und Politik – Die Grimms, Societäts-Verlag (de), Frankfurt a. M. 2003  (ISBN 3-7973-0852-3), 2. Aufl. unter dem Titel: Die Grimms – Kultur und Politik, Societäts-Verlag, Frankfurt a. M. 2008  (ISBN 978-3-7973-1072-9).
- gemeinsam mit Hartwig Brandt (de): Rheinbündischer Konstitutionalismus, Peter Lang Verlag, Frankfurt a. M. usw. 2007 (= Rechtshistorische Reihe, Bd. 350)  (ISBN 978-3-631-56489-9).
- Konservative deutsche Politiker im 19. Jahrhundert. Wirken – Wirkung – Wahrnehmung, Historische Kommission für Hessen, Marburg 2010 (= Veröffentlichungen der Historischen Kommission für Hessen, Bd. 75)  (ISBN 978-3-942225-09-0).
- gemeinsam mit Ulrich Sieg: Liberalismus als Feindbild, Wallstein Verlag (de), Göttingen 2014  (ISBN 978-3-8353-1551-8).
- Ernst Rudolf Huber. Staat – Verfassung – Geschichte, Nomos Verlag, Baden-Baden 2015 (= Staatsverständnisse, Bd. 80)  (ISBN 978-3-8487-2618-9).
- gemeinsam mit Jürgen Frölich und Wolther von Kieseritzky (de): Liberalismus-Forschung nach 25 Jahren. Bilanz und Perspektiven, Nomos Verlag, Baden-Baden 2016  (ISBN 978-3-8487-3035-3).
- gemeinsam mit Aubrey Pomerance (de) und Andreas Schulz (de): Ludwig Haas. Ein deutscher Jude und Kämpfer für die Demokratie, Droste Verlag, Düsseldorf 2017 (= Beiträge zur Geschichte des Parlamentarismus und der politischen Parteien, Bd. 174)  (ISBN 978-3-7700-5335-3). Engl.: Ludwig Haas. A German Jew and Fighter for Democracy. Greytown (Neuseeland) 2020  (ISBN 978-0473533205).
- gemeinsam mit Hans-Peter Becht (de): Karl von Rotteck und Karl Theodor Welcker. Liberale Professoren, Politiker und Publizisten. Nomos Verlag, Baden-Baden 2018 (= Staatsverständnisse, Bd. 108)  (ISBN 978-3-8487-4551-7).
- gemeinsam mit Jens Hacke (de): Liberales Denken in der Krise der Weltkriegsepoche. Moritz Julius Bonn. Steiner Verlag, Stuttgart 2018 (= Staatsdiskurse, Bd. 36)  (ISBN 978-3-515-12234-4).
- gemeinsam mit Susanne Ackermann und Jürgen Frölich: 50 Jahre Archiv des Liberalismus. Friedrich-Naumann-Stiftung für die Freiheit, Gummersbach 2018  (ISBN 978-3-00-061056-1) (PDF; 8,8 MB).
- gemeinsam mit Arthur Schlegelmilch (de): Constitutional Moments. Erträge des Symposions des Dimitris-Tsatsos-Instituts für Europäische Verfassungswissenschaften, des Instituts für Geschichte und Biographie und des Archivs des Liberalismus der Friedrich-Naumann-Stiftung für die Freiheit am 13. und 14. April 2018 an der FernUniversität in Hagen. Berliner Wissenschafts-Verlag (de), Berlin 2020 (= Veröffentlichungen des Dimitris-Tsatsos-Instituts für Europäische Verfassungswissenschaften, Bd. 20)  (ISBN 978-3-8305-3982-7).
- gemeinsam mit Jürgen Frölich und Wolther von Kieseritzky: Fortschritt durch sozialen Liberalismus. Politik und Gesellschaft bei Friedrich Naumann. Nomos Verlag, Baden-Baden 2021 (= Staatsverständnisse. Bd. 151)  (ISBN 978-3-8487-6696-3).